# 尚普隆
尚普隆（法語：Champlon，法語發音：[ʃɑ̃plɔ̃]）是法国默兹省的一个旧市镇，属于凡尔登区。1973年，尚普隆并入市镇索莱尚普隆。

## 地理
尚普隆（49°4'44.98"N, 5°38'29.93"E）位于法国大東部大區默兹省，该省份为法国西北部内陆省份，北与比利时接壤，西接马恩省和阿登省，南至上马恩省和孚日省，东临默尔特-摩泽尔省。
尚普隆的时区为UTC+01:00、UTC+02:00（夏令时）。

## 行政
尚普隆的邮政编码为55160，INSEE市镇编码为55098。

## 人口
尚普隆于2017年1月1日时的人口数量为30人。